# Rivellia radiata
Rivellia radiata är en tvåvingeart som beskrevs av Friedrich Georg Hendel 1914. Rivellia radiata ingår i släktet Rivellia och familjen bredmunsflugor. Inga underarter finns listade i Catalogue of Life.